# And They Called Him Hero
And They Call Him Hero est un film muet américain réalisé par Francis Ford et sorti en 1915.

## Fiche technique
- Réalisation : Francis Ford
- Scénario : Grace Cunard
- Production : Francis Ford
- Durée : 20 minutes
- Date de sortie :  États-Unis : 10 avril 1915

## Distribution
- Francis Ford : Jim
- Grace Cunard : Betty
- William A. Crinley : Joe
- Elmer Morrow : Pat
- Mina Cunard